# محمد صالح عزاني
محمد صالح عزاني   (و.  – 1980 م) هو فنان، وملحن، ومغني من اليمن.

## أعماله
| - مستحيل أنساك - سرى الليل وانايم - أحب فيك الورد - ظن إني نسيته - تسألني كيف الحال | - ناقش الحناء - فين التقينا - يا نجم يا سامر - قل لي ليش التعب - ايش السبب | - ساعة ما أنا نظرتك - حبيب قلبي نكرني - بعد إيه ترجع - خلاص بنساك - همس الجفون | - يعيش الحب - أتفقنا أننا ما نتفق - مثل الأمل وأكثر - قال بوزيد |